# E@I

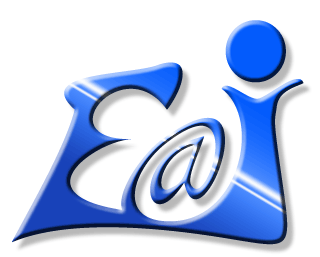
Das Logo von E@I

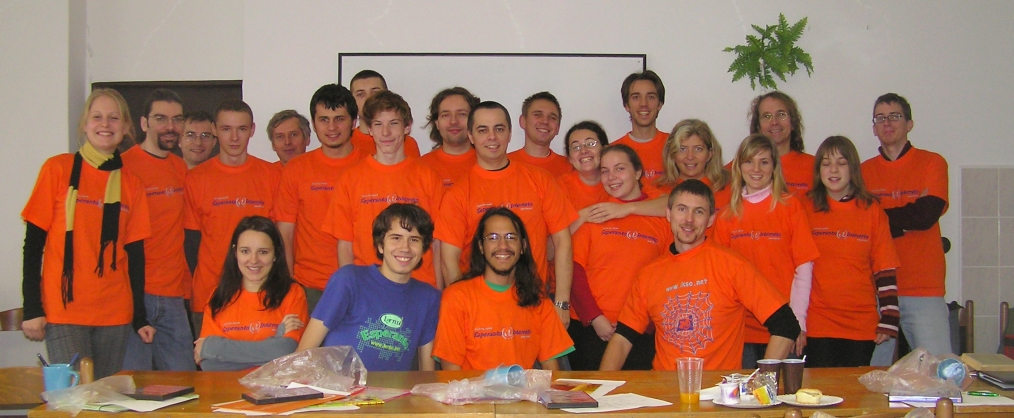
Teilnehmer des E@I-Seminars im November 2006

E@I („Education@Internet“) ist eine selbstständige Jugendorganisation für Projekte, die Esperanto-Sprechern bei der Benutzung des Internets helfen und über Esperanto informieren und die Plansprache unterrichten. Der Verein arbeitet mit dem Esperanto-Weltbund als Fachverband zusammen.
Inoffiziell arbeitete eine internationale Arbeitsgruppe schon 1999 unter der Bezeichnung E@I, formal registriert wurde die Organisation 2005. Die Abkürzung E kann für den Sprachnamen Esperanto, aber auch für edukado (Bildung) stehen. In den Jahren 2011–2013 wurde eine neue kostenlose Plattform zum Lernen der deutschen Sprache in Zusammenarbeit mit 7 ausländischen Partnern, darunter Österreich Institut, von E@I unter dem Namen deutsch.info vorbereitet. E@I veranstaltet auch Seminare, und eine Fachgruppe beschäftigt sich mit der Wikipedia.
Vorsitzender ist der Slowake Peter Baláž. Unterstützt wird der Verein unter anderem von der Esperantic Studies Foundation.

## Internet-Projekte
Die Organisation führt mehrere Ausbildungs-Internet-Projekte gerichtete an Sprachen oder Cyber-Mobbing, die meisten von ihnen sind mehrsprachig.
Lernu! ist eine mehrsprachige Webseite zum Erlernen des Esperanto. Es wurde im Jahr 2000 als erstes Unterrichtsprojekt von E@I gegründet. Danach hat E@I weitere mehrsprachige Webseiten zum Erlernen von Sprachen gestartet: Slovake.eu für Slowakisch, mluvtecesky.net für Tschechisch, deutsch.info für Deutsch.

## Sommer-Esperanto-Studienwoche

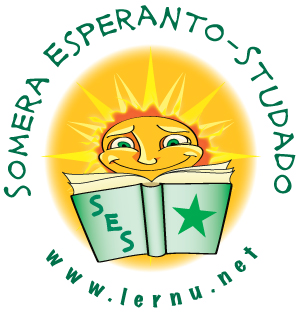
Logo der Sommer-Esperanto-Studienwoche

Die Sommer-Esperanto-Studienwoche (auf Esperanto Somera Esperanto-Studado, abgekürzt SES) ist die alljährliche Veranstaltung, um Esperanto zu erlernen. Viele Teilnehmer sind gleichzeitig Nutzer bei lernu!. Die Veranstaltung wird seit 2007 organisiert.

### Orte und Teilnehmer
Seit 2007 findet die Sommer-Esperanto-Studienwoche alljährlich in der Slowakei statt. Im Jahr 2014 gab es zusätzlich in Russland in der Nähe von Moskau ein Treffen.
| Nr. | Jahr | Ort                   | Teilnehmer |
| --- | ---- | --------------------- | ---------- |
| 13  | 2019 | Nitra                 | 164        |
| 12  | 2018 | Liptovský Mikuláš     | 258        |
| 11  | 2017 | Banská Štiavnica      | 173        |
| 10  | 2015 | Martin                | 190        |
| 9   | 2014 | Koltischewo, Russland | 87         |
| 8   | 2014 | Nitra                 | 248        |
| 7   | 2013 | Martin                | 230        |
| 6   | 2012 | Nitra                 | 250        |
| 5   | 2011 | Nitra                 | 191        |
| 4   | 2010 | Piešťany              | 190        |
| 3   | 2009 | Modra-Harmónia        | 90         |
| 2   | 2008 | Modra-Harmónia        | 105        |
| 1   | 2007 | Pribylina             | 50         |